# Закон Шермана
Закон Шермана (или Акт Шермана) (англ. Sherman Act) — первый антитрестовский (антимонопольный) закон США, провозгласивший преступлением препятствование свободе торговли созданием треста (монополии) и вступление в сговор с такой целью. Обязывал федеральных прокуроров преследовать такие преступные объединения и устанавливал наказание в виде штрафов, конфискаций и тюремных сроков до 10 лет. Акт Шермана действует, в существенной части, по сей день, включен в федеральный Кодекс Соединённых Штатов (часть 15, параграфы 1-7).
Назван по имени инициатора законопроекта — политика Джона Шермана, в 1890 году — сенатора и руководителя фракции республиканцев в Сенате. Законопроект Шермана был одобрен Сенатом США 8 апреля 1890 (51 к 1), палатой представителей — 20 июня (единогласно), утверждён президентом Гаррисоном и вступил в силу 2 июля 1890 года. В течение десятилетия закон «спал», пока президент Теодор Рузвельт не начал активно использовать его в своей антитрестовской кампании.
Закон Шермана был направлен не против трестов (монополий) как таковых, но против явных ограничений свободы торговли (как между штатами США, так и международной) — в том числе, персонально против Джона Рокфеллера и его Standard Oil. Определение треста, данное в законе («договор, объединение в форме треста, или в иной форме, ограничивающее торговлю…»), позволяло использовать его как против объединений коммерческих предприятий, так и против профсоюзов; антипрофсоюзная лазейка была устранена Актом Клейтона 1914 года.

## Положения закона
Закон Шермана в целом запрещает: 1) антиконкурентные соглашения и 2) одностороннее поведение, которое монополизирует или пытается монополизировать соответствующий рынок. Закон разрешает Министерству юстиции США подавать иски о запрете (то есть запрещать) поведение, нарушающее Закон, и дополнительно разрешает частным лицам, пострадавшим в результате поведения, нарушающего Закон, подавать иски о тройном ущербе (то есть в три раза больше суммы возмещения ущерба, чем в случае нарушения. стоили им). Со временем федеральные суды разработали свод законов в соответствии с Законом Шермана, объявляющий определенные виды антиконкурентного поведения как таковые незаконными, и подвергая другие типы поведения индивидуальному анализу на предмет того, ограничивает ли такое поведение необоснованное ограничение торговли.
Закон пытается предотвратить искусственное повышение цен путем ограничения торговли или предложения. «Невинная монополия» или монополия, достигаемая исключительно за счет заслуг, является законной, но действия монополиста с целью искусственного сохранения этого статуса или гнусные сделки с целью создания монополии — нет. Целью Закона Шермана является не защита конкурентов от вреда со стороны законно успешных предприятий или предотвращение получения коммерческими предприятиями честной прибыли от потребителей, а, скорее, сохранение конкурентного рынка для защиты потребителей от злоупотреблений.

## Конституционная основа законодательства
Конгресс претендовал на право принять Закон Шермана через свои конституционные полномочия по регулированию межгосударственной торговли. Таким образом, федеральные суды обладают юрисдикцией применять Закон только к действиям, которые ограничивают или существенно влияют на торговлю между штатами или торговлю в округе Колумбия. Это требует, чтобы истец продемонстрировал, что поведение имело место в ходе межгосударственной торговли или оказало заметное влияние на некоторые действия, происходящие во время межгосударственной торговли.